# Etiópia nos Jogos Olímpicos de Verão de 2012
A Etiópia enviou uma equipe de trinta e cinco atletas para competir nos Jogos Olímpicos de Verão de 2012, em Londres, na Grã-Bretanha.

## Natação
Masculino
| Atletas                | Evento     | Eliminatórias | Eliminatórias | Semifinal   | Semifinal   | Final       | Final       |
| Atletas                | Evento     | Tempo         | Posição       | Tempo       | Posição     | Tempo       | Posição     |
| ---------------------- | ---------- | ------------- | ------------- | ----------- | ----------- | ----------- | ----------- |
| Mulualem Girma Teshale | 50 m livre | 28s99         | 57º           | Não avançou | Não avançou | Não avançou | Não avançou |